# Lijst van Nederlandse deelnemers aan de Olympische Winterspelen van 1968
Dit is een lijst van Nederlandse deelnemers aan de Winterspelen van 1968 in Grenoble.
| Olympiër           | Sport     | Onderdeel                                   | Ervaring  |
| ------------------ | --------- | ------------------------------------------- | --------- |
| Stien Kaiser       | schaatsen | 500 meter 1000 meter 1500 meter 3000 meter  | debutant  |
| Jan Bols           | schaatsen | 500 meter 1500 meter 5000 meter 10000 meter | debutant  |
| Ellie van den Brom | schaatsen | 500 meter 1000 meter                        | debutant  |
| Wil Burgmeijer     | schaatsen | 500 meter 3000 meter                        | debutant  |
| Carry Geijssen     | schaatsen | 1000 meter 1500 meter                       | debutant  |
| Peter Nottet       | schaatsen | 500 meter 1500 meter 5000 meter 10000 meter | 2e Spelen |
| Ard Schenk         | schaatsen | 500 meter 1500 meter                        | 2e Spelen |
| Ans Schut          | schaatsen | 1500 meter 3000 meter                       | debutant  |
| Kees Verkerk       | schaatsen | 500 meter 1500 meter 5000 meter 10000 meter | 2e Spelen |